# ATC kód H01
ATC kód H01 Hormony hypofýzy a hypotalamu je hlavní terapeutická skupina anatomické skupiny H. Systémové hormonální přípravky kromě pohlavních hormonů a inzulinu.

## H01A Hormony předního laloku hypofýzy a analogy

### H01AC Somatropin a agonisté somatropinu
H01AC01 Somatropin

### H01AX Jiné hormony předního laloku hypofýzy a analogy
H01AX01 Pegvisomant

## H01B Hormony zadního laloku hypofýzy

### H01BA Vasopresin a analogy
H01BA02 Desmopresin
H01BA04 Terlipresin

### H01BB Oxytocin a analogy
H01BB02 Oxytocin

## H01C Hypotalamické hormony

### H01CA Gonadotropin-releasing hormony
H01CA02 Nafarelin

### H01CB Protirůstové hormony
H01CB01 Somatostatin
H01CB02 Oktreotid
H01CB03 Lanreotid

### H01CC Antagonisté gonadotropin-releasing hormonů
H01CC01 Ganirelix
H01CC02 Cetrorelix

## Poznámka
- Registrované léčivé přípravky na území České republiky.
- Informační zdroj: Státní ústav pro kontrolu léčiv, Všeobecná zdravotní pojišťovna.